# Sven Axell
Sven Gustaf Roland Axell, född 30 juli 1904 i Hedvig Eleonora församling i Stockholms stad, död 10 november 1991 i Oscars församling i Stockholms län, var tjänsteman i Nobelbiblioteket. Han var engagerad i Svenska Ungdomsringens riksstyrelse från 1933, ledde Dans- och Musiksektionen och var sekreterare i Zornmärkesnämnden åtminstone från 1939 till 1953. Han var kassör i Sveriges Spelmäns Riksförbund från bildandet 1947 till 1962 (som representant för Ungdomsringen).
Han tilldelades Zornmärket i guld 1951 i samband med Ungdomsringens 30-årsfirande och kan därmed kalla sig riksspelman. Sven Axell är begravd på Norra begravningsplatsen utanför Stockholm.